# Galepsus ulricae
Galepsus ulricae es una especie de mantis de la familia Tarachodidae.

## Distribución geográfica
Se encuentra en Namibia.